# مختصری در تاریخ اسماعیلیه
مختصری در تاریخ اسماعیلیه (به انگلیسی: A short history of the Ismailis) کتابی است که فرهاد دفتری به تاریخ ۱۹۹۸ نوشته‌است و توسط انتشارات دانشگاهی ادینبرا منتشر شده‌است.
این کتاب توسط فریدون بدره‌ای به زبان فارسی ترجمه و توسط انتشارات فرزان روز در ایران منتشر شده‌است. هم‌چنین ترجمه فرانسوی کتاب با استفاده از منابع معاصر و پژوهش‌های جدید، تحت عنوان (به فرانسوی: Les ismaéliens: Histoire et traditions d’une communauté musulmane) توسط زرین راجن بهادر علی برگردانده شده‌است.